# Daan Jippes

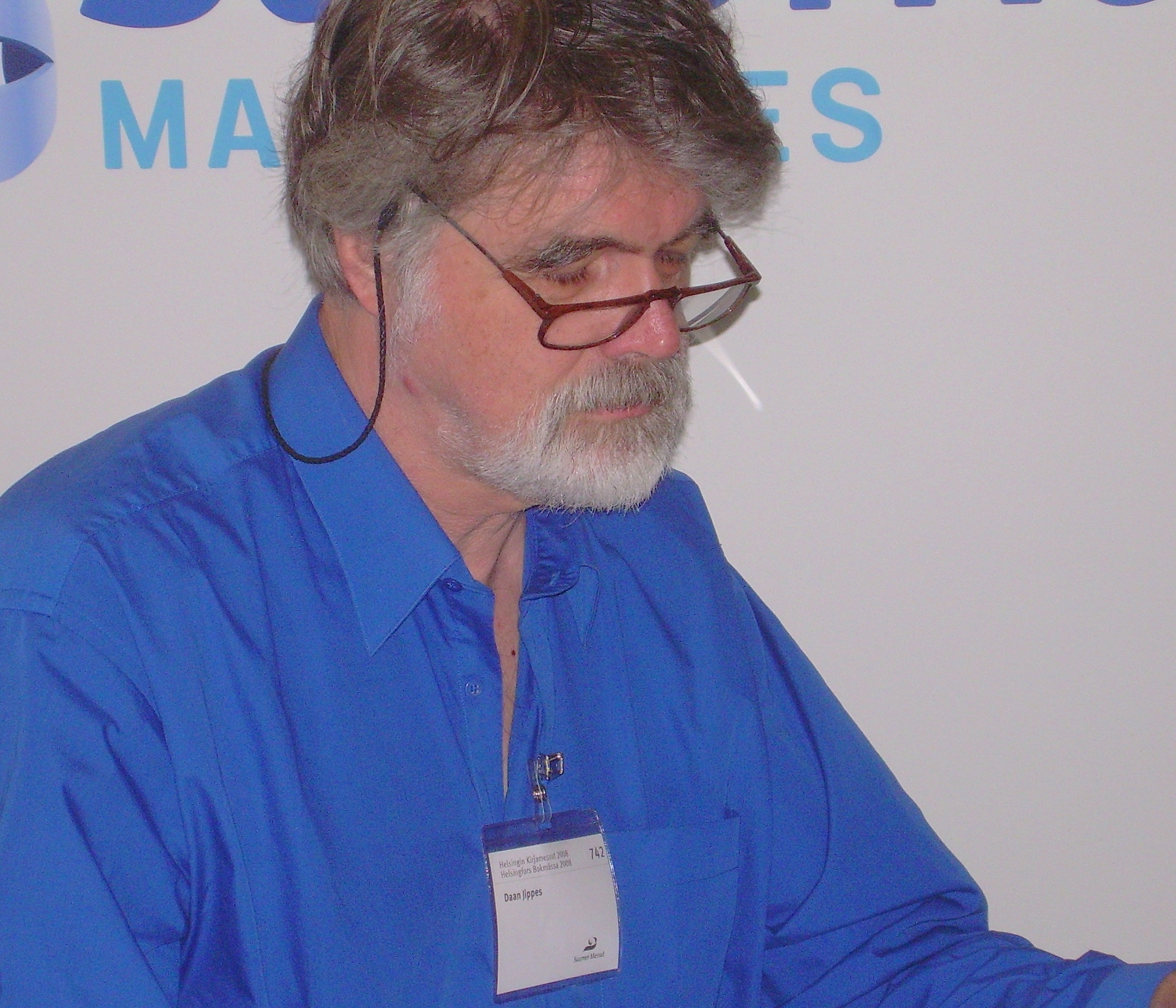
Daan Jippes en la feria del libro de Helsinki de 2008.

Daan Jippes es el nombre artístico de Daniel Jan Jippes, (n. Ámsterdam, 14 de octubre de 1945), ilustrador de cómics, y referente en la creación de cómics de Disney en  Holanda. Es considerado el dibujante que más fielmente ha seguido el estilo de dibujo de Carl Barks, por lo que fue elegido por la editorial Egmont para re-dibujar historias protagonizadas por los Junior Woodchucks escritas por Barks los 70, pero dibujadas por otros autores en los 90.

## Biografía
Daan Jippes comenzó su carrera en Holanda, donde publicaba en la revista Pep a finales de los 60 y primeros 70. Logrará fama nacional con el trabajo Bernard Voorzichtig: Twee Voor Thee. Fue a los 70 cuando empezó a colaborar con la revista holandesa Donald Duck donde la calidad de su trabajo llamó la atención de la oficina de Disney en Burbank, California. Así es como empezó a trabajar para la empresa madre, primero en el departamento de merchandising y luego como diseñador y autor de storyboard, en películas como The Rescuers Down Under,El príncipe y el mendigo, La bella y la bestia y Aladdín. 
Actualmente, Dan Jippes trabaja en los Países Bajos, dibujando cómics de Disney por Egmont.